# تشارلي فيكرز
تشارلي فيكرز (ولد 24 أكتوبر 1992) وهو ممثل أسترالي. لعب دور ساورون في سلسلة الخيال لمنصة الأمازون برايم "لورد اوف رنغز: ذه رنغز اوف باور".

## نشأته
ولد فيكرز في سانت كيلدا ملبورن في أأستراليا. ونشأ في جيلونغ. درس درجة الفنون في جامعة RMIT University في ملبورن، وشارك في المسرح الهواة، منها لعب دور القضاة من انتاج كلية كوينز MADS لـ Sweeney Todd لستيفن سوندهايم، قبل القيام بتجربة اداء لمدرسة دراما مقرها الولايات المتحدة التي عقدت في سيدني.
انتقل فيكرز إلى لندن، في إنجلترا، حين انضم إلى مدرسة الملكية المركزية للخطاب والدراما ، حيث قابل المراة التي اصبحت زوجته فيما بعد وهي الممثلة جورجيا أولتون، و تخرج في عام 2017.

## حياته المهنية
لعب فيكرز دور الابن اليافع لعائلة (بازي) في ثمانية حلقات من سلسلة تلفزيونية Netflix Medici. ولعب دور البطولة في الفيلم الكوميديا والدراما Palm Beach لـ Rachel Ward ، مع Sam Neill ، Matilda Brown ، Greta Scacchi و Richard E. Grant. قام فيكرز بدور البطولة مع كاريل توماس في فيلم الاثارة Death in shoreditch.
في عام 2022 ، حاز فيكرز على دور رئيسي لشخصية ساورون في سلسلة تلفزيونية أمازونية تستند إلى تولكين "سيد الخواتم: حلقات القوة" ، كان اول ضهور له في المسلسل في الحلقة 2 بشخصية امير الضلام لتضليل هالبرد. كان فيكرز غير مدركًا عليه أنه حاز على الدور حتى تصوير الحلقة الثالثة. لينغمس في الاداء، ذهب فيكرز للمشي لمسافات طويلة لمدة خمسة أيام في حديقة تونغاريرو الوطنية في نيوزيلندا. ولتأديه المشاهد الي كانت تحت الماء، قام فيكرز بتجربة الغوص الحر. وليس هذا فقط يعد فيكرز عداءا ماهرا، فبعد ان اكمل سباقات ثلاثية يقوم بالجري بانتظام من 5-10 كم (3.1-6.2 ميل) عدة مرات في الأسبوع.
وفي عام 2023، ظهر فيكرز في سلسلة قصيرة من رواية هولي رينجلاند ، لفلم ذة لوست فلورز اوف اليس هارت ليلعب دور كليم هارت.

## فيلموجرافي

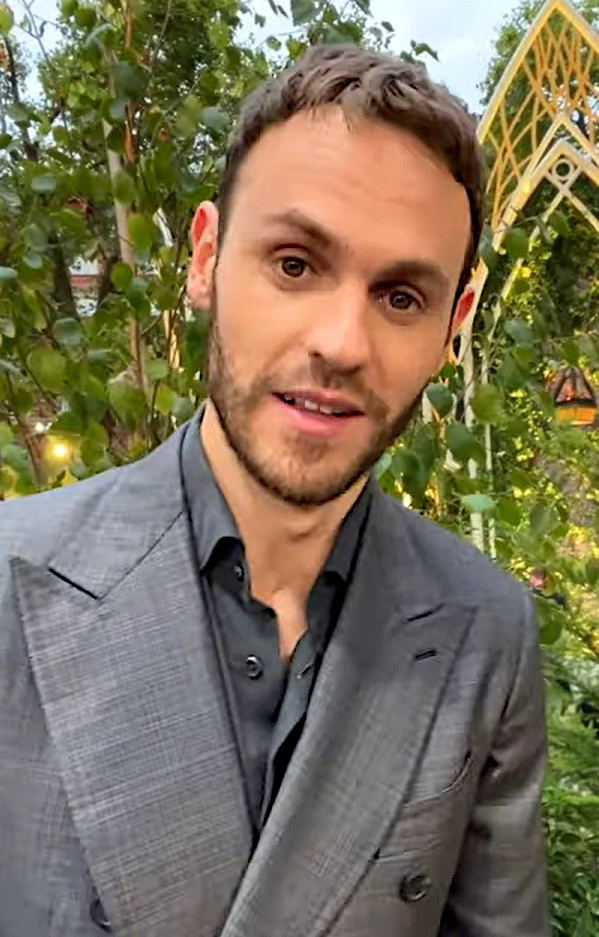
تشارلي فيكرز لوتري-تروب برنامج الاول 2022

### الأفلام
| السنة | العنوان          | الدور | ملاحظات |
| ----- | ---------------- | ----- | ------- |
| 2019  | (بالم بيتش)      | دان   |         |
| 2020  | الموت في شورديتش | أندرو |         |

### التلفزيون
| السنة     | العنوان                     | الدور                     | ملاحظات       |
| --------- | --------------------------- | ------------------------- | ------------- |
| 2018      | (ميديشي)                    | غولييمو بازي              | 8 حلقات       |
| 2022–2024 | سيد الخواتم: الخواتم القوية | هالبرد / أنناتار / ساورون | الدور الرئيسي |
| 2023      | لوست فلورز فور اليس هارت    | كليم هارت                 | 6 حلقات       |